# Philonotis tomentosa
Philonotis tomentosa là một loài rêu trong họ Bartramiaceae. Loài này được Sw. ex Brid. Brid. mô tả khoa học đầu tiên năm 1827.